# Cajba, Glodeni
Cajba este un sat din raionul Glodeni, Republica Moldova. Are o populație de 1.743 de locuitori. Așezarea satului are o suprafață de 214 de hectare. Este situat la 10 km de centrul raional, Glodeni.

## Istorie
A fost atestat documentar la 3 iulie 1575. A fost documentat și în anul 1607, fiind numit Hotamica moșiei Bolotina.
- 1636-1639: satul Cajba se pomenește în legătură cu împărțirea unor pământuri la Bisericani.
- 1772-1773: printre moșiile Mănăstirii Cetățuia se găsesc și părți din moșia Cajbei.

După ce rușii au ocupat Basarabia încep și statisticile. În anul 1817 un mic cătun din 11 gospodării, pătura de jos și moșia Cajbei aparțineau mănăstirii Golia.
- 1846-1859 sat cu peste 100 de case și o populație de 600 persoane. În 1904 Cajba are 145 de case, o populație de 773 de suflete cu o școală elementară în care se făcea carte numai în limba rusă.
- 1910 populația satului crește. În cele 233 de gospodării trăiesc 1124 de români, care dețin 1150 loturi de pământ nedeluri și 512 desetine de pământ. Pentru prima dată găsim și informații concrete despre școala ministerială în care fac lecții Alexandru Crovețchi și părintele Constantin Loghin.
- 1940 populația constituia 1.961 de români și 42 de alte etnii. Cu această colectivitate Cajba întră în război în vara următoare.

Conform recensământului populației din 2004, satul Cajba avea 1.671 de locuitori: 1.634 de moldoveni/români, 19 țigani, 9 ucraineni, 4 ruși, 1 găgăuz, 1 bulgar și 3 persoane de etnie nedeclarată.

## Administrație și politică
Componența Consiliului local Cajba (9 consilieri), ales la 5 noiembrie 2023, este următoarea:
|  | Partid                                       | Consilieri | Componență | Componență | Componență | Componență | Componență |
|  | -------------------------------------------- | ---------- | ---------- | ---------- | ---------- | ---------- | ---------- |
|  | Partidul Social Democrat European            | 5          |            |            |            |            |            |
|  | Partidul Acțiune și Solidaritate             | 3          |            |            |            |            |            |
|  | Partidul Socialiștilor din Republica Moldova | 1          |            |            |            |            |            |

## Instituții
Satul deține: un gimnaziu, o grădiniță, Casă de cultură, Muzeu de istorie și etnografie, oficiul medicilor de familie, oficiu poștal, asociație de economii și împrumut, biserică creștin-ortodoxă a sfinților Mihail și Gavriil. Primăria se afla în centrul satului.

## Economie
În prezent, în localitate activează 3 societăți: „Căjbeanca”, „Marineanca” și „Cajba-Agro” care întrunesc 590 cotași cu o suprafață de 670 hectare. Restul terenurilor arabile se lucrează de cotași individual.

## Personalități

### Născuți în Cajba
- Herș-Leib Kajber (1906–1942), scriitor, critic literar și profesor basarabean